# Luis de Espíndola
Luis de Espíndola y Villavicencio (Jerez de la Frontera, c. 1600-Lima, 1670) fue un escultor español que desarrolló su carrera en el Virreinato de Perú. Se le considera el último representante andaluz de la escuela escultórica limeña.
Trabajó en Potosí, Chuquisaca y Lima. En Lima participó en los trabajos de la sillería de San Agustín y tomó parte en las pujas para la realización de la sillería de la catedral, pero antes de que esta se iniciase se trasladó a Potosí donde coincidió con Gaspar de la Cueva.
En Mochumí (Lambayeque) se conserva la escultura de un Resucitado que correspondería a sus últimos años.
Está  documentada la realización de los relieves del retablo de San Antonio del convento de San Francisco en Potosí.